# Mike Burton
Michael Jay Burton, detto Mike (Des Moines, 3 luglio 1947), è un ex nuotatore statunitense.
Specializzato nello stile libero, ha vinto la medaglia d'oro nei 400 m sl e 1500 m sl ai Giochi olimpici di Città del Messico 1968 e nei 1500 m sl ai Giochi olimpici di Monaco 1972.
È diventato uno dei Membri dell'International Swimming Hall of Fame.
È stato primatista mondiale negli 800 m e nei 1500 m sl.

## Palmarès
- Olimpiadi

Città del Messico 1968: oro nei 400 m e 1500 m sl.
Monaco 1972: oro nei 1500 m sl.
- Giochi panamericani

1967 - Winnipeg: oro nei 1500 m sl, bronzo nei 400 m sl e 200 m farfalla.

## Riconoscimenti
- World Swimmer of the Year: 1966